# 14515 Koichisato
14515 Koichisato (tên chỉ định: 1996 HL1) là một tiểu hành tinh vành đai chính. Nó được phát hiện bởi Tomimaru Okuni ở Nanyo Observatory ngày 21 tháng 4 năm 1996. Nó được đặt theo tên Koichi Sato, công chức chính phủ và nhà thiên văn học nghiệp dư ở Nan'yō, Yamagata, Nhật Bản.